# Eupithecia griseimarginata
Eupithecia griseimarginata là một loài bướm đêm trong họ Geometridae.